# Belle danse

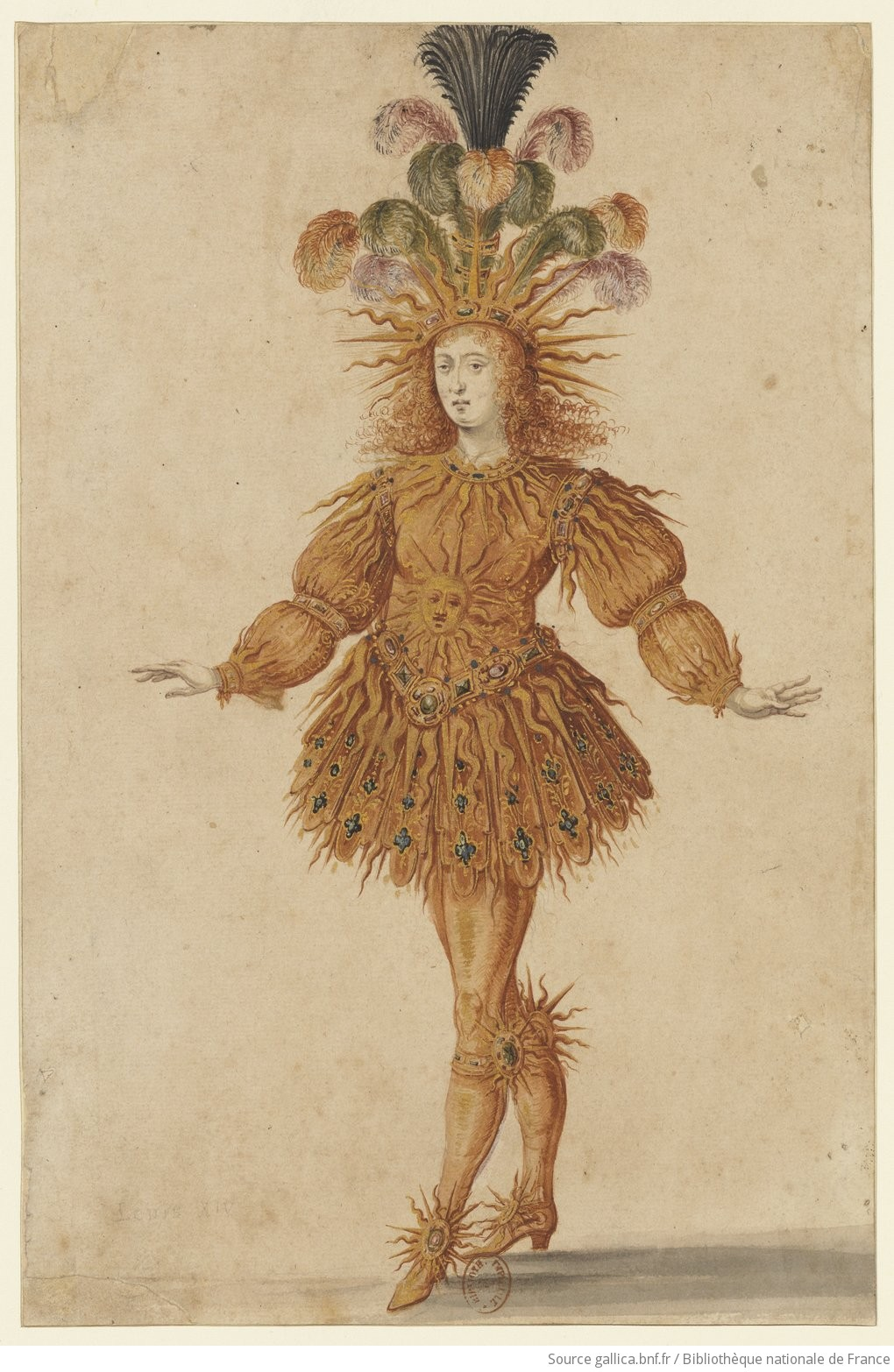
Luís XIV como Apolo no Ballet de la Nuit (belle danse, 1653).

A belle danse (do francês "dança elegante"), também chamada dança barroca, é um estilo formado por danças de salão da corte (ballet de cour), populares na Europa, principalmente na França, durante o período barroco (séculos XVI-XVIII) principalmente à música e ao teatro barroco (tragédia na música, balé de ópera, menuet, bourrée, gavotte). Estudada e ensinada em escolas de dança modernas, como uma arte histórica cultural.
Foi atualizado por pesquisadores / historiadores da dança que reabilitaram uma arte e um estilo de dança que o balé romântico havia simplificado e padronizado.
Seguindo Francine Lancelot e a empresa "Ris et Danceries" muitas companhias apresentam hoje o repertório barroco, geralmente reconstituído a partir das obras do coreógrafo francês Raoul Feuillet e seus sucessores.

## História
As belle-danse foram influenciadas por danças populares francesas e italianas, bem como danças de corte espanholas e inglesas. Que eram caracterizadas por movimentos elegantes e graciosos, realizados com postura ereta e refinada, acompanhadas por música de câmara.
Ao longo do tempo, as belle danse evoluiram e se transformando em outras formas de dança, como o balé clássico, que se desenvolveu na França no século XVIII,  incorporando o uso de técnicas de movimento precisos/controlados e, a ênfase na elegância e na graça.
O escritor e coreógrafo francês francês Pierre Rameau do  século XVIII (1674-1748) influenciou a dança barroca na França e em toda a Europa, fazendo a documentação e preservação da técnica e do estilo da dança barroca, além do trabalho realizado na corte de Versalhes.
Pierre Rameau é considerado um dos maiores historiadores da belle danse, que escreveu vários tratados sobre dança, incluindo "Le Maître a danser" (O Mestre de Dança, em 1725) que tornou-se uma referência para a dança barroca. Pois descreve em detalhes as técnicas e passos, informa a etiqueta e as convenções sociais da dança na corte francesa, também fornece instruções para o ensino da dança, incluindo a preparação do corpo e a importância da musicalidade na coreografia.
Além disso, Rameau contribuiu para o desenvolvimento da notação de dança, criando um sistema de notação que permitia registrar as coreografias e ensiná-las a outros dançarinos.

## Características
A belle danse inicialmente era uma dança formal de salão, um tipo de dança cortesã, realizada em eventos sociais e cerimônias da nobreza e elite européia do período barroco (a partir do século XVI (desde a década de 1960 o barroco é chamado tanto de período quanto de estilo), frequentemente retratada em pinturas. Ela era caracterizada pela e elegância de seus movimentos bastante complexos, que envolviam uma série de movimentos fluidos dos braços e pernas, cuidadosamente coreografados e ensaiados. Incluia gestos e expressões faciais incorporados do teatro que ajudam a contar uma história e transmitir a emoção. Onde os dançarinos usavam trajes elaborados e pesados, muitas vezes adornados com joias.

## Compasso rítmico
No século XVII a interpretação das danças barrocas é extremamente codificada em relação à música. A sua classificação depende do compasso e do número de tempos que contêm.
| Rítmica  | duas vezes | três vezes | 4 tempos                              |
| -------- | --- | --- | ------------------------------------- |
| Binário  | - ar (2/4) - entrada (2/4) - contradanse (2/2, 2/4 ou 6/4) - andar (2/4) - gavota (2/2 ou 2/4) - recheado (2/2 ou 2/4) - rigaudon (2/4) - pandeiro (2/4 ou 4/2) | - galhardo (3/4) - corrente (3/2, 3/4 ou 6/4) - sarabanda (3/2 ou 3/4) - loucura da Espanha (3/4) - chacona (3/4) - passacaglia (3/4) - minueto (3/4) - aprovado (3/8) | - suporte (4/4 ou 4/2) - Alemão (4/4) |
| Ternário | - nervosismo (6/8) - canário (6/4 ou 6/8) - forlan (6/4) - loura (6/4)                                                                                          | - instabilidade (3/8, 9/8) | - gabarito (12/8, C) (trigêmeos)      |